# Phaenolobus atrator
Phaenolobus atrator là một loài tò vò trong họ Ichneumonidae.